# Michael Dickes
Michael Dickes (* 27. April 1967) ist ein US-amerikanischer Folk- und Rockmusiker. In seinen Werken vereinen sich Elemente aus der Blues-, Folk- und Rockmusik. Dickes ist Mitbegründer der Band Gypsy Kyss, die von 1986 bis 1992 bestand und ihre Musik mit Progressive Rock und Folk-Elementen vermischte. Seit 1993 verfolgt Dickes eine Solo-Karriere.

## Diskografie
Mit Gypsy Kyss:
- 1990: When Passion Murdered Innocence
- 1992: Songs From A Swirling Ocean
- 1992: Groovy Soup

Solo:
- 1993: Uneven Alley
- 1995: Loose Ends
- 1996: Live At The Leavenworth Coffee House („The Michael Dickes Situation“)
- 1997: Dig ("Michael Dickes Band")
- 2000: A Moveable Child
- 2002: Thirty-Five
- 2011: Trouble (nur als Download erhältlich)
- 2012: Michael Dickes [selbstbetitelt] (nur als Download erhältlich)
- 2020: The Long Yonder EP